# Strana zelených (Slovensko)
Strana zelených (zkratka SZ) byla slovenská politická strana zaměřená na ochranu životního prostředí. Byla zaregistrována v roce 1991 pod původním názvem Strana zelených na Slovensku. Pozdější název Strana zelených používala od února 2006.
SZ byla členem Evropské strany zelených a Global Greens.

## Volební výsledky

### Parlamentní volby
| Volby | Počet hlasů | Hlasy v % | Počet mandátů ze 150 | Parlamentní postavení |
| ----- | ----------- | --------- | -------------------- | --------------------- |
| 1990  | 117 871     | 3,48      | 6                    | opozice               |
| 1992  | 1 148 625   | 37,26     | 74                   | koalice s SNS         |
| 1994  | 299 496     | 10,41     | 18                   | opozice               |
| 1998  | 884 497     | 26,33     | 42                   | viz SDKÚ-DS           |
| 2002  | 28 365      | 0,98      | 0                    | mimo parlament        |
| 2006  | 79 963      | 3,47      | 0                    | mimo parlament        |
| 2012  | 10 832      | 0,42      | 0                    | mimo parlament        |

### Evropské volby
| Volby | Počet hlasů | Hlasy v % | Počet mandátů |
| ----- | ----------- | --------- | ------------- |
| 2009  | 17 482      | 2,11      | 0             |
| 2014  | 2 623       | 0,46      | 0             |